# Chubby Jackson
Greig Stewart Jackson, detto Chubby (New York, 25 ottobre 1918 – Poway, 1º ottobre 2003), è stato un contrabbassista statunitense.

## Biografia
Jackson iniziò a suonare il clarinetto a sedici anni; passò poi al contrabbasso con il quale si diede al professionismo dal 1937, fece parte della sezione ritmica nella formazione di Charlie Barnet dal 1941 al 1943 e successivamente, fino al 1946, fu un elemento rilevante dell’orchestra di Woody Herman. Nel 1947 si unì al settetto di Charlie Ventura e negli ultimi anni del decennio diede vita a una formazione con cui andò in tour in Scandinavia, e in seguito creò una orchestra jazz che ebbe però poca vita. Gli anni cinquanta lo videro in sala di registrazione, a supporto dei musicisti che ne facevano richiesta. Negli anni sessanta affiancò Shorty Baker e dopo apparve episodicamente al seguito di formazioni in diversi Stati americani. Alla fine degli anni settanta fece parte della all star band di Lionel Hampton e partecipò a una riedizione delle esperienze con Woody Herman. In seguito Jackson si ritirò dalle scene, ma proseguì a rimanere immerso nel mondo musicale organizzando spettacoli per anziani e tenendo un programma TV sul jazz.
Dopo una lunga lotta contro il tumore, Jackson è morto il 1º ottobre del 2003, all’età di 84 anni.

## Discografia
- 1950 – Chubby Jackson All Star Big Band
- 1950 – Chubby Jackson and His All Star Big Band
- 1950 – Chubby Jackson
- 1957 – I’m Entitled to You
- 1957 – Chubby’s Back
- 1958 – Jazz from Then Till Now
- 1958 – The Big Three
- 1959 – We Three: A Jazz Approach to Stereo
- 1959 – Chubby Takes Over
- 1962 – Twist Calling
- 1981 – Lucky 7
- 1990 – Needing You, Wanting You
- 1998 – Live at the Swiss Chalet
- ? ? – New York City 1949: Ooh What an Outfit
- ?? – Beyond Patina Jazz Masters: Chubby Jackson
- ?? – Jazz Giants: Chubby Jackson
- ?? – Bass Face[3]